# Apocalypse : Save us
《Apocalypse : Save us》，為韓國女子音樂組合Dreamcatcher第二張韓語正規專輯，該專輯於2022年4月12日正式發行，專輯中包含主打曲《MAISON》以及成員各自的Solo曲共收錄了十四首歌曲。

## 事件

### 收錄歌曲
2022年3月25日，宣布即將在4月12日發布第二張正規專輯《Apocalypse : Save us》回歸，並透過官方Facebook公開回歸行程表。3月28日起陸續公開曲目表、概念預告照及音源試聽等。

### 造型照公開
3月30日，公開第一波概念照。公開的照片中，以末日的廢墟作為背景，成員身穿深灰色絲絨裝，展現出七人七色的不同魅力。
3月31日的第二波概念照，以天空中的神殿作為背景，成員身穿白色網紗裙，與第一波概念照展現了更多的是聖潔的氣質。
4月1日公開了第三波概念照，與第一波概念照背景大致相同，成員身穿著黑色正裝，散發著與第二波概念照不同的濃厚中性魅力，在布景上添加珊瑚以及塑膠垃圾，代表著人們的壞習慣已經嚴重的破壞整個地球，透過感性的解決現實社會話題。